# Seiichi Itō
Seiichi Itō (en japonès: 伊藤 整一, Itō Seiichi) (Miyama, Prefectura de Fukuoka, Imperi Japonès, 26 de juliol de 1890 – 7 d'abril de 1945) va ser un almirall de la Marina Imperial Japonesa i el comandant del cuirassat Yamato en la seva darrera missió a finals de la Segona Guerra Mundial.

## Biografia

### Primers anys
Nascut a Takata, al Districte de Miike (avui part de la ciutat de Miyama), a la Prefectura de Fukuoka) Itō es graduà a la 39a Promoció de l'Acadèmia Naval Imperial Japonesa el 1911, sent el 15è d'una promoció de 148 cadets. Serví com a guardiamarina a l'Aso i al Aki. El seu ascens a l'escalafó va ser regular i ràpid: alferes l'1 de desembre de 1912, sotstinent l'1 de desembre de 1914 i tinent l'1 de desembre de 1917.
El 1923 assistí a l'Escola de Guerra Naval, graduant-se com a tinent comandant sent el 21è de la promoció. Itō visità els Estats Units entre maig i desembre de 1927, sent promogut a comandant a la seva tornada. Ascendit a capità l'1 de desembre de 1931, va ser destinat com agregat naval a Manxukuo entre març de 1932 i novembre de 1933. A l'igual de l'almirall Yamamoto, Itō era molt conscient de la disparitat de recursos i de la indústria dels Estats Units i del Japó, a més d'un ferm defensor de mantenir bones relacions amb els Estats Units.

### Darrers anys

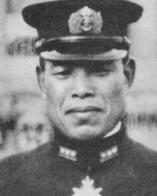
Seiichi Itō

El novembre de 1933, Itō va rebre la seva primera comandància: el creuer Kiso. El novembre de 1935 passà al  Mōgami, i a l'abril de 1936, l' Atago. Al desembre del mateix any rebé el comandament del cuirassat Haruna.
El 15 de desembre de 1938 va ser promogut a Kaigun Shōshō i nomenat Cap de l'Estat Major de la 2a Flota. A l'any següent, va ser nomenat Cap de la Marina de Guerra del Ministeri de Personal. Després de servir-hi durant dos anys, passà a comandar la 8a Divisió de Creuers al novembre de 1940, fins al seu nomenament com a Cap de Personal de l'Estat Major de la Flota Combinada a l'abril de 1941.
Al setembre d'aquell mateix any, Ito es convertí en Cap General de Personal de la Marina Imperial Japonesa, sent ascendit a Kaigun Chūjō un mes després, el 15 d'octubre de 1941.
Itō va ser posat al capdavant de la 2a Flota, amb seu al mar Interior al desembre de 1944. Als darrers mesos de la guerra, Itō manà la darrera gran ofensiva de la Marina Imperial, l'Operació Ten-Gō, quan, a l'abril de 1945, portà al Yamato en la seva darrera sortida, acompanyat d'un creuer lleuger i 8 destructors, en un intent de destruir les forces navals dels Estats Units prop d'Okinawa. Itō va morir com a la batalla del mar de la Xina Oriental, quan el Yamato va ser enfonsat per l'atac de bombarders americans al sud de l'illa de Kyūshū, el 7 d'abril de 1945.
Pòstumament va ser ascendit a Almirall.

## Promocions
Guardiamarina – 1911
 Kaigun Shōi - 1 de desembre de 1912
 Kaigun Chūi - 1 de desembre de 1914
 Kaigun Taii - 1 de desembre de 1917.
 Kaigun Shōsa – 1923
 Kaigun Chūsa – 1927
 Kaigun Shōshō - 15 de desembre de 1938
 Kaigun Chūjō - 15 d'octubre de 1941.